# Zeekr 007
La Zeekr 007 è un'autovettura elettrica prodotta dalla casa automobilistica cinese Zeekr a partire dal 2023.

## Debutto e contesto
La 007 è dotata di sensore LiDAR, di 12 telecamere e un chip Nvidia Orin-X per supportare il sistema di assistenza alla guida autonoma.
L'interno dello presenta uno schermo da 15,05 pollici con interfaccia Kr GPT AI alimentato da un chip Snapdragon 8295 di Qualcomm. La plancia è formata da un quadro strumenti LCD e da un display AR-HUD da 35,5 pollici, mentre l'impianto audio è dotato di 21 altoparlanti.
Il modello entry-level a trazione posteriore ha un unico motore elettrico che alimenta l'asse posteriore e produce 415 CV (310 kW), con accelerazione da 0 a 100 km/h in 5,4 secondi. La versione 4WD è dotata di due motori elettrici, uno per ciascun asse, che producono insieme una potenza combinata di 636 CV (475 kW), garantendo un'accelerazione da 0 a 100 km/h in 2,84 secondi. La 007 al lancio è disponibile in due versione, con due differenti batterie al litio ferro fosfato da 688 km e da 870 km d'autonomia. Essendo costruito sulla piattaforma PMA2+, un'evoluzione derivata dalla piattaforma SEA, la Zeekr 007 è dotata di un sistema ad alta tensione da 800 V che consente di ricaricare più velocemente la batteria della vettura.
La versione MY 2025 viene proposta con una Golden Battery, sviluppata internamente da Zeekr, da 75 kWh e una batteria CATL Qilin da 100 kWh, con batteria ternaria al litio ottimizzata per la ricarica ultrarapida a 5C. Il passaggio dal 10 all’80% di ricarica avviene in 10,5 minuti, permettendo alla vettura di avere, al momento del debutto, la ricarica più veloce tra quelle prodotte in serie.